# دیدم کاراگنچ
دیدم کاراگنچ (متولد ۱۶ اکتبر ۱۹۹۳) مدافع تیم ملی فوتبال زنان ترکیه است که در حال حاضر در لیگ اول برای بشیکتاش با پیراهن شماره ۳ بازی می‌کند.

## زندگی خصوصی
دیدم کاراگنچ در ۱۶ اکتبر ۱۹۹۳ در آنکارا ترکیه به دنیا آمد. او به عنوان معلم تربیت بدنی و ورزش در یک مدرسه کار می‌کند.

## باشگاه

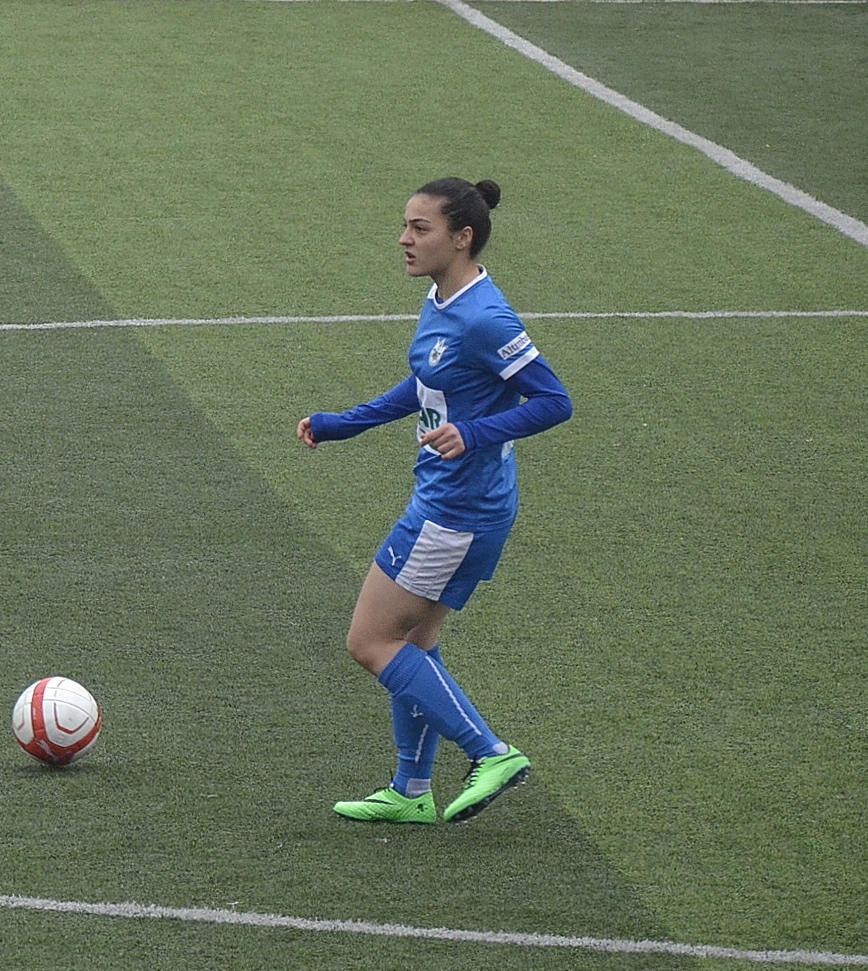
دیدم کاراگنچ برای کوناک بلدیه اسپور در فصل ۱۴–۲۰۱۳.

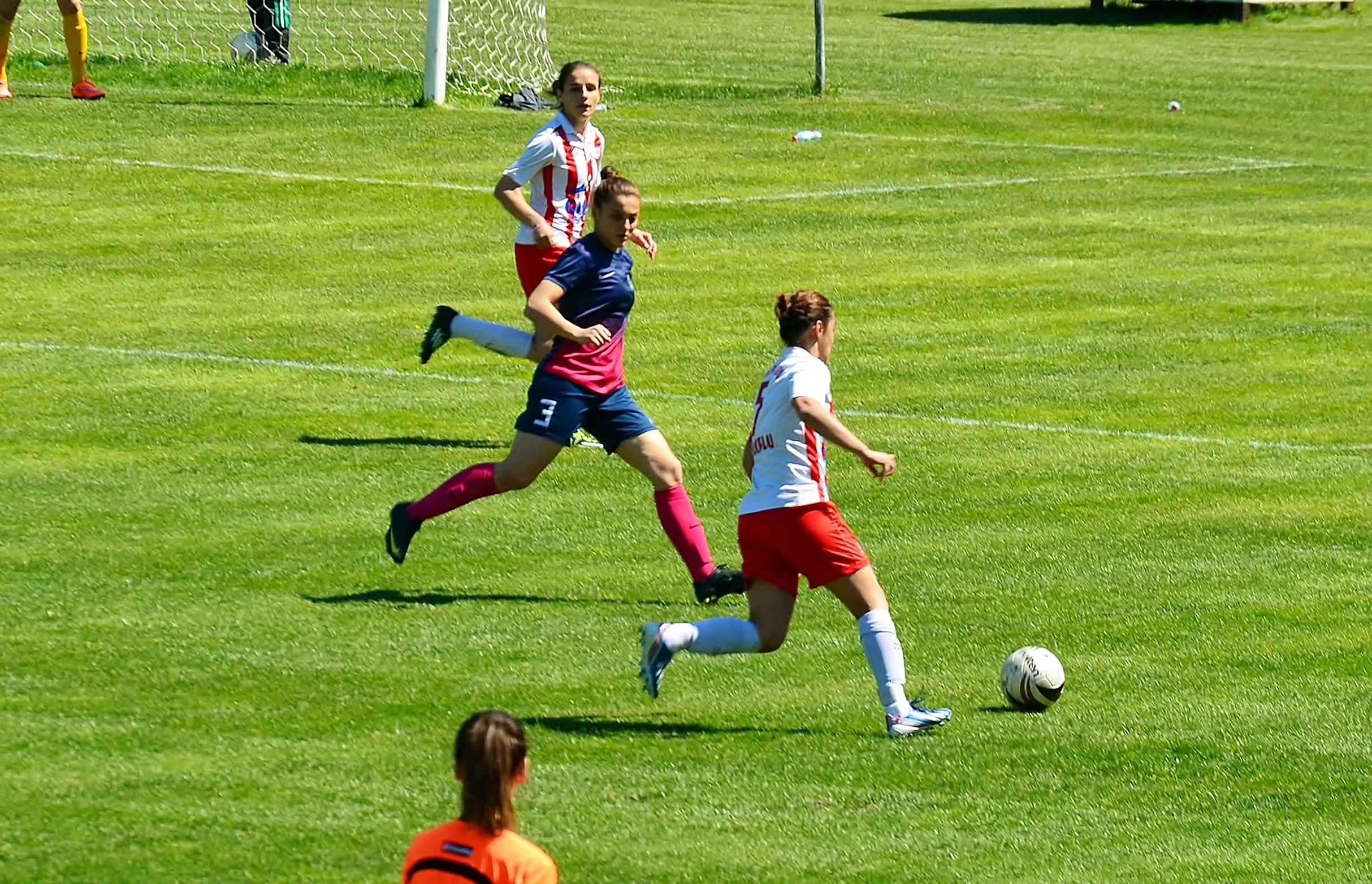
دیدم کاراژنچ (رز نیروی دریایی) برای کوناک بلدیه اسپور در تلاش برای دفاع از حمله آتاشهیر بلدیه اسپور در فصل ۱۵–۲۰۱۴.

کاراگنچ مجوز خود را برای ساکاریا ینیکنت گونش اسپور در ۲۷ اکتبر ۲۰۰۴ دریافت کرد و تا ژانویه ۲۰۰۷ در آنجا بود. در این مدت هیچ لیگی در کشور برگزار نشد. با راه اندازی مجدد لیگ‌های فوتبال زنان، او به باشگاه شهر خود ورزشِ دانشگاه غازی منتقل شد. در شش فصل، او برای ورزش دانشگاه غازی بازی کرد، ۷۰ بار بازی کرد، در مجموع ۳۲ گل به ثمر رساند و سه قهرمانی لیگ در فصل‌های ۲۰۰۶–۰۷، ۲۰۰۷–۰۸ و ۲۰۰۹–۱۰ به دست آورد. برای فصل ۲۰۱۲–۲۰۱۳، او با باشگاه کوناک بلدیه اسپور مستقر در ازمیر قرارداد امضا کرد. او در اولین فصل حضور در این تیم دوباره قهرمان شد. او با کوناک بلدیه اسپور در لیگ قهرمانان اروپا ۲۰۱۳–۲۰۱۴ در مسابقات مرحله مقدماتی در اوت ۲۰۱۳ و در مسابقات مرحله حذفی در اکتبر ۲۰۱۳ بازی کرد. تا اکتبر ۲۰۱۵، او به تیم مستقر در استانبول بشیکتاش J.K. منتقل و بعد از بازی در لیگ دوم در پایان فصل ۲۰۱۵–۲۰۱۶، به عنوان قهرمانی لیگ رسید و تیمش به لیگ اول ترکیه صعود کرد. در پایان فصل ۱۹–۲۰۱۸ لیگ اول، او از عنوان قهرمانی تیمش برخوردار شد. او در مسابقات لیگ قهرمانان زنان یوفا ۲۰۱۹–۲۰ - گروه ۹ شرکت کرد. در فصل ۲۰۲۰–۲۰۲۱ لیگ فوتبال زنان ترکسل، او با تیمش دومین عنوان قهرمانی را کسب کرد. او در دو مسابقه از دور مقدماتی لیگ قهرمانان زنان یوفا ۲۰۲۱–۲۲ بازی کرد.

## بین‌المللی

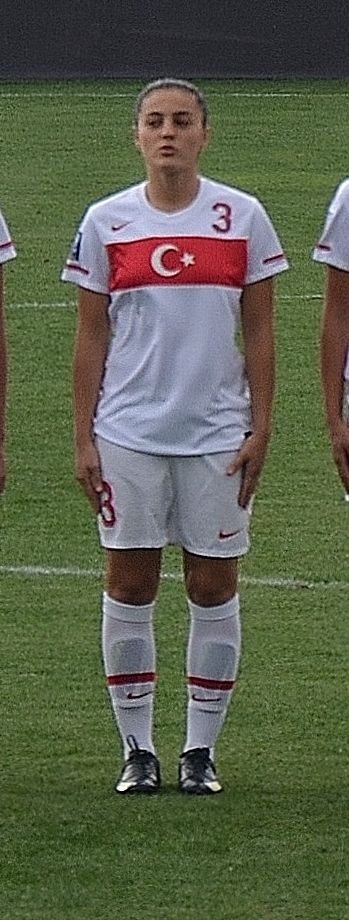
دیدم کاراژنچ برای تیم ملی فوتبال زنان ترکیه در بازی خانگی مقابل بلاروس

دیدم کاراگنچ به تیم ملی زیر ۱۷ سال دختران ترکیه دعوت شد که در بازی مقابل ایرلند در مرحله مقدماتی قهرمانی زیر ۱۷ سال زنان یوفا در سال ۲۰۰۹ در ۱۸ اکتبر ۲۰۰۸ به تیم ملی دختران زیر ۱۷ سال ترکیه دعوت شد. او در مسابقات مقدماتی قهرمانی زیر ۱۷ سال زنان یوفا در سال ۲۰۱۰ با بازی مقابل دانمارک، ایرلند و اسلوونی شرکت کرد. او در تیم ملی زیر ۱۷ سال دختران ۱۶ بار بازی کرد و دو گل به ثمر رساند. در ۱۹ سپتامبر ۲۰۰۹ او اولین حضور خود را در تیم ملی زیر ۱۹ سال زنان در بازی با صربستان در مسابقات قهرمانی زنان زیر ۱۹ سال یوفا ۲۰۱۰ اولین مرحله مقدماتی - مسابقه گروه ۷ انجام داد. او در همان تورنمنت با فرانسه و گرجستان نیز بازی کرد. کاراگنچ در مسابقات قهرمانی زنان یوفا زیر ۱۹ سال ۲۰۱۰ دور مقدماتی دوم - مسابقات گروه ۱ در برابر سوئد، ایرلند و انگلیس شرکت کرد. حضورهای بعدی او در تیم ملی زیر ۱۹ سال زنان در دور اول مقدماتی قهرمانی زیر ۱۹ سال زنان یوفا ۲۰۱۱ - گروه ۹ (رومانی، جمهوری چک و ایرلند شمالی)، در مرحله دوم مقدماتی قهرمانی زیر ۱۹ سال زنان یوفا ۲۰۱۲ بود. ایسلند، آلمان و ولز) و همچنین در مسابقات قهرمانی زنان زیر ۱۹ سال یوفا ۲۰۱۲ - گروه A (پرتغال، دانمارک و رومانی). او در تیم ملی زیر ۱۹ سال زنان، ۳۲ بار بازی کرد و یک گل زد. او برای اولین بار برای تیم ملی زنان در ۱۵ آوریل ۲۰۰۹ در یک بازی دوستانه با زنان بلاروس بازی کرد. کاراگنچ در مسابقات مقدماتی جام جهانی ۲۰۱۱ فیفا زنان - گروه ۵ یوفا مقابل اتریش عضو تیم بود. او در ۹ مسابقه مقدماتی یورو ۲۰۱۳ زنان یوفا - دور گروه ۲ مقابل آلمان، سوئیس، اسپانیا، رومانی و قزاقستان بازی کرد. در سال ۲۰۱۳، کاراگنچ در مسابقات مقدماتی جام جهانی فوتبال زنان ۲۰۱۵ - گروه ۶ یوفا در برابر زنان انگلیسی و مونته‌نگرو شرکت کرد. کاراگنچ در چهار بازی گروه ۵ مقدماتی یورو ۲۰۱۷ یوفا در مقابل کرواسی، روسیه و مجارستان حضور داشت.
| تاریخ         | محل                              | حریف        | رقابت                                                          | نتیجه       | گل          |
| ترکیه یو-۱۹   | ترکیه یو-۱۹                      | ترکیه یو-۱۹ | ترکیه یو-۱۹                                                    | ترکیه یو-۱۹ | ترکیه یو-۱۹ |
| ------------- | -------------------------------- | ----------- | -------------------------------------------------------------- | ----------- | ----------- |
| ۸ مارس ۲۰۱۲   | مرکز ورزشی ماهواره، سوچی، روسیه  | چین         | مسابقات کوبان اسپرینگ                                          | W 2–0       | ۱           |
| ترکیه         |                                  |             |                                                                |             |             |
| ۸ آوریل ۲۰۱۷  | تورسوولور، تورشاونار، جزایر فارو | لوکزامبورگ  | مقدماتی جام جهانی فوتبال زنان ۲۰۱۹ - دور مقدماتی یوفا - گروه ۴ | W 9–1       | ۱           |
| ۲۷ اکتبر ۲۰۲۰ | ساپسان آرنا، مسکو، روسیه         | روسیه       | گروه A مقدماتی جام حذفی فوتبال زنان اروپا ۲۰۲۲                 | L 2–4       | ۱           |

## آمار شغلی
| باشگاه            | فصل       | لیگ     | لیگ      | لیگ   | قاره     | قاره  | ملی      | ملی   | مجموع    | مجموع |
| باشگاه            | فصل       | بخش     | برنامه‌ها | اهداف | برنامه‌ها | اهداف | برنامه‌ها | اهداف | برنامه‌ها | اهداف |
| ----------------- | --------- | ------- | -------- | ----- | -------- | ----- | -------- | ----- | -------- | ----- |
| ورزش دانشگاه غازی | ۲۰۰۷–۲۰۰۹ | لیگ اول | ۱۴       | ۴     | –        | –     | ۷        | ۰     | ۲۱       | ۴     |
| ورزش دانشگاه غازی | ۲۰۰۹–۱۰   | لیگ اول | ۱۷       | ۴     | –        | –     | ۱۹       | ۱     | ۳۶       | ۵     |
| ورزش دانشگاه غازی | ۲۰۱۰–۱۱   | لیگ اول | ۲۱       | ۱۴    | –        | –     | ۱۱       | ۱     | ۳۲       | ۱۵    |
| ورزش دانشگاه غازی | ۲۰۱۱–۱۲   | لیگ اول | ۱۷       | ۱۰    | –        | –     | ۱۹       | ۱     | ۳۶       | ۱۱    |
| ورزش دانشگاه غازی | جمع       | جمع     | ۶۹       | ۳۲    | –        | –     | ۵۶       | ۳     | ۱۲۵      | ۳۵    |
| کوناک بلدیه اسپور | ۲۰۱۲–۱۳   | لیگ اول | ۱۸       | ۱     | –        | –     | ۵        | ۰     | ۲۳       | ۱     |
| کوناک بلدیه اسپور | ۲۰۱۳–۱۴   | لیگ اول | ۱۶       | ۰     | ۷        | ۰     | ۶        | ۰     | ۲۹       | ۰     |
| کوناک بلدیه اسپور | ۲۰۱۴–۱۵   | لیگ اول | ۱۳       | ۰     | –        | –     | ۵        | ۰     | ۱۸       | ۰     |
| کوناک بلدیه اسپور | جمع       | جمع     | ۴۷       | ۱     | ۷        | ۰     | ۱۶       | ۰     | ۷۰       | ۱     |
| بشیکتاش           | ۲۰۱۵–۱۶   | لیگ دوم | ۱۲       | ۵     | –        | –     | ۶        | ۰     | ۱۸       | ۵     |
| بشیکتاش           | ۲۰۱۶–۱۷   | لیگ اول | ۲۱       | ۱     | –        | –     | ۳        | ۱     | ۲۴       | ۲     |
| بشیکتاش           | ۲۰۱۷–۱۸   | لیگ اول | ۱۶       | ۴     | –        | –     | ۳        | ۰     | ۱۹       | ۴     |
| بشیکتاش           | ۲۰۱۸–۱۹   | لیگ اول | ۱۷       | ۱     | –        | –     | ۴        | ۱     | ۲۱       | ۲     |
| بشیکتاش           | ۲۰۱۹–۲۰   | لیگ اول | ۱۳       | ۰     | ۳        | ۰     | ۵        | ۰     | ۲۱       | ۰     |
| بشیکتاش           | ۲۰۲۰–۲۱   | لیگ اول | ۶        | ۰     | ۰        | ۰     | ۵        | ۱     | ۱۱       | ۱     |
| بشیکتاش           | ۲۰۲۱–۲۲   | لیگ دوم | ۲        | ۱     | ۲        | ۰     | ۸        | ۰     | ۱۲       | ۱     |
| بشیکتاش           | جمع       | جمع     | ۸۷       | ۱۲    | ۵        | ۰     | ۳۴       | ۲     | ۱۲۶      | ۱۴    |
| کل حرفه           | کل حرفه   | کل حرفه | ۲۰۳      | ۴۵    | ۱۲       | ۰     | ۱۰۶      | ۶     | ۳۲۱      |       |